# Far Cry 5
Far Cry 5 is een first-person shooter ontwikkeld door Ubisoft Montreal en Ubisoft Toronto. Het spel werd op 27 maart 2018 uitgegeven door Ubisoft voor de PlayStation 4, Windows en de Xbox One. Het is de opvolger van Far Cry 4 en het twaalfde spel uit de Far Cry-serie.

## Verhaal
In Far Cry 5 is de speler een politieagent(e) die samen met een aantal collega's naar Hope County reist om Joseph Seed, een misdadiger die het voor elkaar gekregen heeft om op het platteland van Hope County in de Amerikaanse staat Montana met zijn sekte de macht te pakken, te arresteren. Als een zelf uitgeroepen Messias heeft hij veel volgers, die niet terugdeinzen om geweld te gebruiken. Samen met zijn twee broers en zus bezet hij de map van de game. De volgers van de sekte worden in bedwang gehouden door een drug, die Bliss genoemd wordt. De speler moet verzetspunten in de game halen om zo elk gebied te bevrijden. Dit kan de speler doen door buitenposten te bevrijden, verhaalmissies te voltooien, optionele missies te voltooien en meer. 

## Far Cry Arcade
Far Cry Arcade is een onderdeel dat los staat van het verhaal in Far Cry 5. In Far Cry Arcade kan de speler maps bouwen, spelen en delen. Het bouwen van de maps kan met objecten van alle voorgaande games uit de Far Cry-serie en een aantal andere Ubisoft-spellen. In plaats van het menu kan de speler ook in de singleplayer speciale speelkasten gebruiken om zo in Far Cry Arcade te komen.

## Ontvangst
| Recensiescore       | Recensiescore                         |
| Recensieverzamelaar | Score                                 |
| ------------------- | ------------------------------------- |
| Metacritic          | 81/100 (PS4) 77/100 (Win) 84/100 (X1) |
| Publicist           | Score                                 |
| Gamer.nl            | 7,5/10                                |
| Power Unlimited     | 85/100                                |
| XGN                 | 8,8/10                                |

Far Cry 5 is over het algemeen positief beoordeeld door recensenten. Het spel heeft een gemiddeld cijfer van 80 uit 100 op recensieverzamelaarsite Metacritic voor de verschillende platforms.